# Васькино (Кочёвский район, у д. Тарасово)
Васькино (Васькина) — деревня в Кочёвском районе Пермского края, ныне — часть Тарасово в составе Кочёвского сельского поселения. Располагается юго-западнее районного центра, села Кочёво. Расстояние до районного центра составляет 5 км.
По данным на 1 июля 1963 года, в деревне проживало 97 человек. Населённый пункт входил в состав Кочёвского сельсовета.
Согласно Всероссийской переписи населения 2002 года, в деревне было 44 человека. Населённый пункт относился к Кочёвскому сельсовету (Кочёвский район Коми-Пермяцкого автономного округа).